# Zdjęcie biegunowe
Zdjęcie biegunowe – w geodezji, szereg promieniowań wykonanych z jednego punktu nawiązania do różnych wybranych punktów w terenie w celu stworzenia planu. Ten sposób nadaje się do wykonania zdjęcia topograficznego w terenie otwartym.